# Jalil Zandi

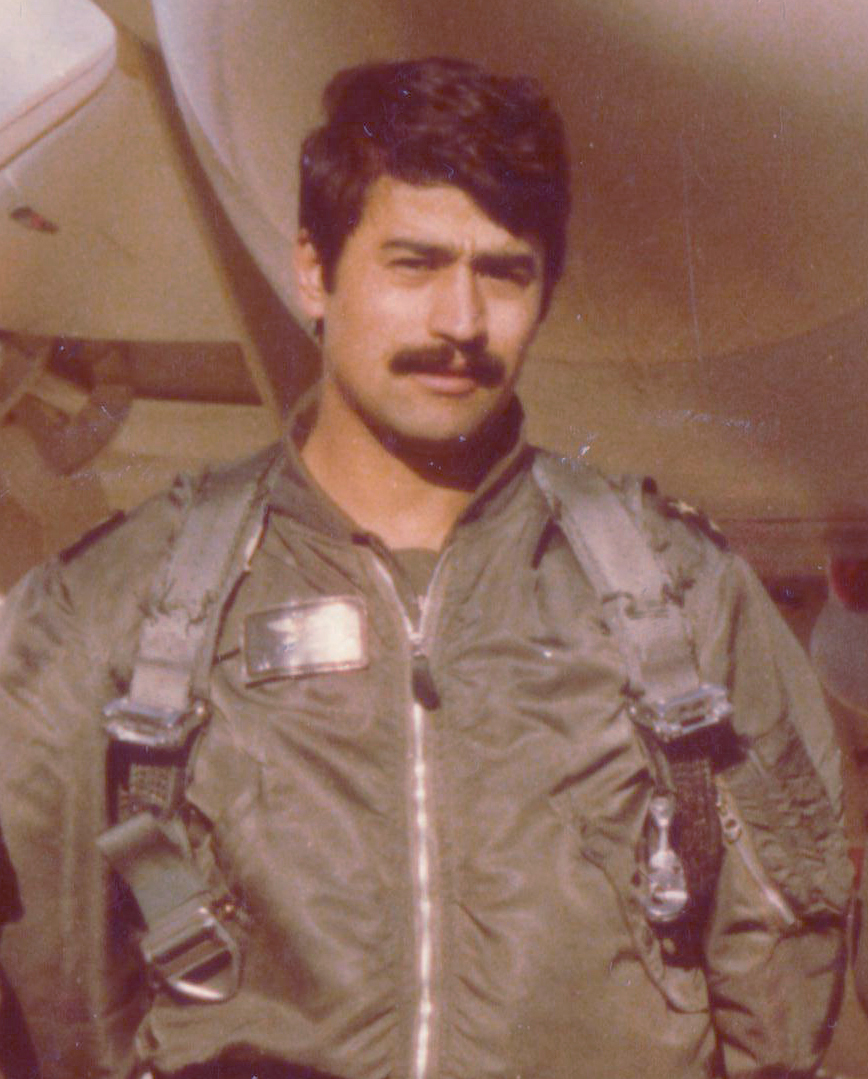
Jalil Zandi

Jalil Zandi (anhörenⓘ persisch [d͡ʒælil ɛ zændi] جلیل زندی‎; * 2. Mai 1951 in Garmsar; † 1. April 2001 in Teheran) war ein Brigadegeneral der Iranischen Luftwaffe (IRIAF), der erfolgreichste Jagdflieger während des Ersten Golfkriegs und der erfolgreichste F-14-Pilot weltweit.

## Ausbildung und Lehrgänge
Zandis Vater, Ezatollah Zandi, war Techniker bei der Eisenbahn und seine Mutter, Gohartaj Fouladi, war Hausfrau. Jalil Zandi lebte bis Ende des Sommers 1965 in Garmsar und zog dann mit seiner Familie nach Teheran, weil sein Vater dorthin versetzt worden war. Er beendete das Gymnasium in Teheran und absolvierte 1968 sein Abitur. Danach bestand er die Eintrittsprüfung an der Pahlawi-Universität in Schiras im Fach Landtechnik. Aus finanziellen Gründen trat er dieses Studium nicht an. Er interessierte sich sehr für die Luftfahrt, deshalb trat er in den Dienst der Kaiserlichen Iranischen Luftwaffe (IIAF) und wurde nach einigen Monaten als Flugschüler in die Vereinigten Staaten entsandt. Sein Lehrgang in den Vereinigten Staaten dauerte 14 Monate, danach kehrte er in den Iran zurück.
Nach seiner Rückkehr absolvierte er unter seinem Fluglehrer Shahram Rostami einen Lehrgang auf der F-4E und setzte seinen Dienst als Pilot einer F-4E in Hamedan fort. Später wurde er nach Isfahan verlegt, um auf die F-14 umgeschult zu werden. Er beendete diesen Lehrgang am 17. November 1978.

## Militärische Karriere
Nach der Revolution setzte Jalil Zandi seinen Dienst bei der Luftwaffe der Islamischen Republik Iran (IRIAF) fort.
Am ersten Tag des Ersten Golfkrieges, als irakische Flugzeuge den Mehrabad-Flughafen bombardierten, war er zu Besuch bei seinen Verwandten in Teheran und kehrte, nachdem ihn die Nachricht der Bombardierung erreicht hatte, sofort nach Isfahan zurück.
Während er im Range eines Majors stand, hatte er Auseinandersetzungen mit Oberstleutnant Abbas Babaei, seinem Vorgesetzten, einem gering qualifizierten F-14-Piloten und Kommandant des Militärflugplatzes von Isfahan, der enge Beziehungen zu den Mullahs während der islamischen Revolution hatte. Zandi wurde verhaftet und mit der Hinrichtung bedroht. Nach sechs Monaten wurde er aus der Haft entlassen.
Zandi wurde als Jagdflieger von F-14-Kampfflugzeugen bekannt. Während des irakisch-iranischen Krieges erzielte er 11 Abschüsse (8 bestätigte Abschüsse durch die Untersuchung der Dokumente vom DNI, veröffentlicht gemäß dem FOIA und 3 mutmaßliche Abschüsse) irakischer Kampfflugzeuge. Diese umfassen vier MiG-23, zwei Su-22, zwei MiG-21 und drei Dassault Mirage F1. An der Anzahl der Abschüsse gemessen ist Zandi der erfolgreichste F-14-Jagdflieger. Sein letzter offizieller Posten war der eines stellvertretenden Leiters des Luftwaffenkommandos für Projekte und Planung.
Zandi starb gemeinsam mit seiner Frau Zahra Mohebschahedin im Jahre 2001 bei einem Autounfall in der Nähe von Teheran. Er wurde auf dem Friedhof Behescht-e Zahra im Süden von Teheran beigesetzt.